# Metacatharsius benadirensis
Metacatharsius benadirensis är en skalbaggsart som beskrevs av Müller 1947. Metacatharsius benadirensis ingår i släktet Metacatharsius och familjen bladhorningar. Inga underarter finns listade i Catalogue of Life.